# Болгарский партизанский батальон имени Христо Ботева

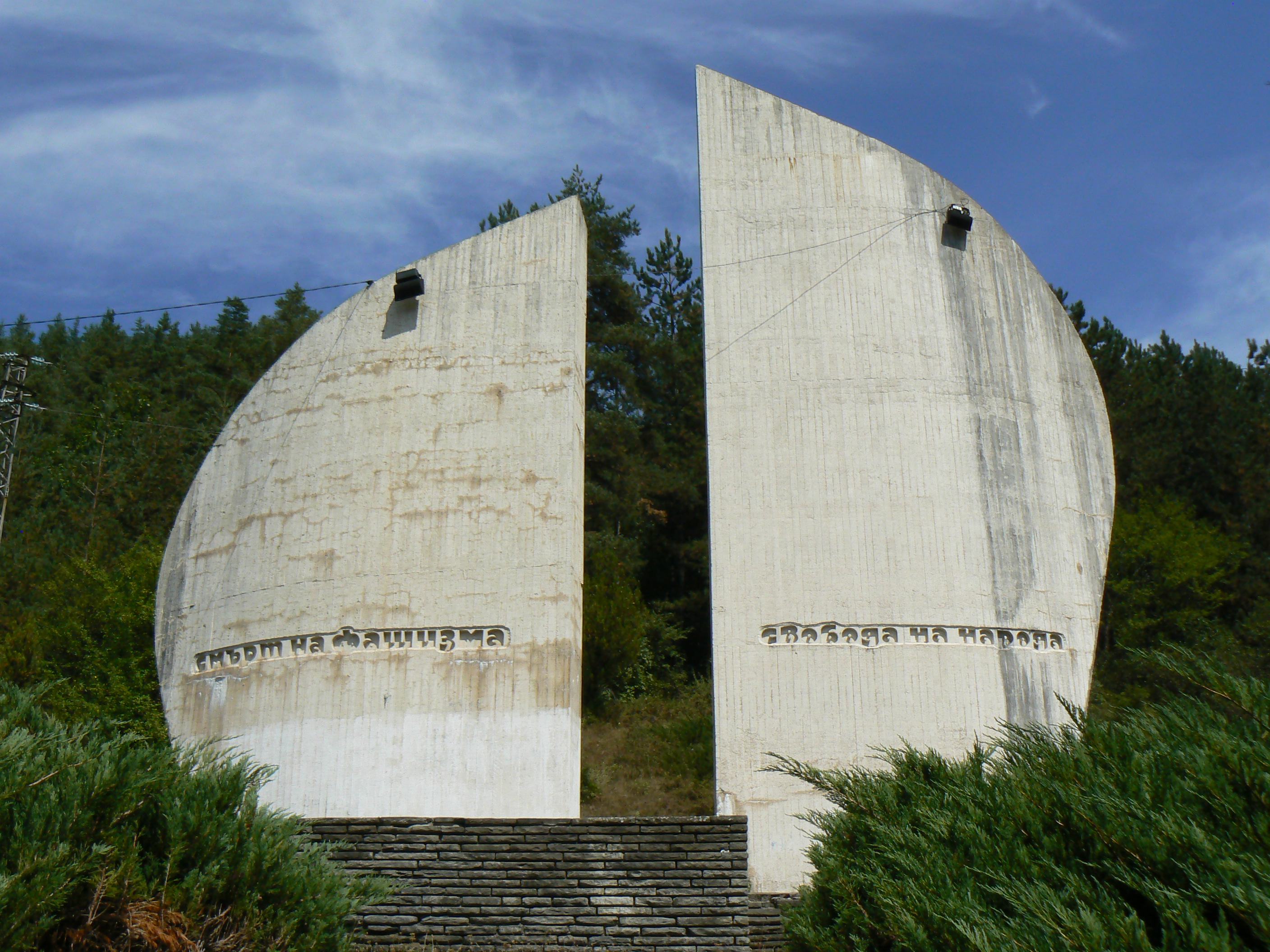
Памятник болгарским партизанам в Батулии

Болгарский партизанский батальон имени Христо Ботева (серб. Бугарски партизански батаљон „Христо Ботев“, макед. Бугарски партизански баталјон „Христо Ботев“, болг. Български партизански батальон „Христо Ботев“) — партизанское воинское формирование, образованное в декабре 1943 года из бывших болгарских солдат и македонских партизан, участвовавшее в Народно-освободительной войне Югославии.

## История

### Образование
История батальона отсчитывается от декабря 1943 года: 15 декабря 1943 лейтенант болгарской армии Дичо Петров вступил в переговоры с руководством партизанского движения в Македонии. Согласовав с ним действия, партизаны решили организовать отвлекающую атаку и изобразить «захват в плен» болгарских солдат, тайно симпатизировавших партизанам. В ночь с 15 на 16 декабря 1943 1-й батальон 3-й оперативной зоны НОАЮ в Македонии имени Страшо Пинджура атаковал болгарский пост охраны около деревни Конско. В ходе боя в плен попали 62 солдата болгарской армии, в том числе младший офицер.
Решением ЦК Коммунистической партии Македонии и Главного штаба НОАЮ в Македонии болгарским солдатам предложили вступить в партизанское движение. 16 человек отказались вступать, после чего были разоружены и распущены. Ещё трое вооружённых солдат успели бежать. Из оставшихся солдат 19 декабря 1943 в деревне Фуштаны в области Меглен был сформирован новый партизанский батальон. В штаб отряда вошли лейтенант Дичо Петров как командир отряда, заместитель командира Никола Груев, политрук Христо Баялцалиев и заместитель политрука Мито «Слободан» Мицайков.

### Боевой путь
Батальон действовал в составе 2-й македонской ударной бригады против немецких частей в местечках Конско, Негорцы, Гевгелы, Люмница, Фуштаны и Ливада. Он совершил переходы через горы Беласица, Огражден, Плачковица, Осогово и Козяк. 10 января 1944 он вступил в серьёзный бой в Меглене против немецких отрядов.
В январе-феврале 1944 года батальон участвовал в Февральском походе и разбил Прешевскую и Жеглиговскую бригады Югославских войск на родине близ деревни Селце 29 февраля 1944, причём батальону помогали другие болгарские солдаты, сражавшиеся на Кумановско-Вранянском участке фронта. Затем вместе с батальоном имени Стива Наумова он был включён в Группу батальонов НОАЮ в Македонии. В начале марта 1944 года после прибытия в Црнотравский край болгарский батальон включили в Трынский партизанский отряд, на основе которого была создана 2-я Софийская народно-освободительная бригада. Первым заданием батальона в составе новой части стало соединение с 1-й и 2-й Среднегорскими партизанскими бригадами из 2-й Пловдивской повстанческой оперативной зоны.
Вместе с югославскими партизанами болгары из этого батальона сражались за высоты и местечки Тумба, Куса-Врана, Власы, Тырновски-Одоровцы, Смоловцы, Росоман, Дылги-Дел и Говежда. Помощь болгарам оказывал и майор британской армии Френк Томпсон, который прибыл в Болгарию в рамках английской военной миссии.
23 мая 1944 в битве за местечко Батулия против болгарских жандармов и проправительственных войск батальон был почти полностью разгромлен. Де-факто он вскоре прекратил существование, а уцелевшие партизаны разошлись по другим отрядам.

## Командование

### Первоначальный состав
- Дичо Петров (командир)
- Никола Груев (заместитель командира)
- Христо Баялцалиев (политрук)
- Мито «Слободан» Мицайков (заместитель политрука)

### В составе 2-й македонской ударной бригады
- Дичо Петров (командир)
- Никола Груев (заместитель командира)
- Христо Баялцалиев (политрук)
- Киро «Коста» Спанджов (заместитель политрука)[4]